# سنان بولاط
سنان بولاط (بالتركية: Sinan Bolat)‏ وهو لاعب كُرَة قَدَم تُركي في مركز حراسة المرمى ولد في يوم 3 سبتمبر 1988 في مدينة قيصري في تركيا وهو يلعب حالياً مع نادي غلطة سراي كمعار من نادي بورتو وسبق له اللعب مع كايسري سبور وستاندارد لييج ونادي جينك و لعب مع منتخب تركيا لكرة القدم ويبلغ طوله 190 سم.

## مسيرته الكروية
لعب سنان بولاط خلال مسيرته الاحترافية مع 9 أندية في سبعة عشر موسمًا ولم يسجل خلالها أي هدف ضمن 239 مباراة. حيث فاز في ثلاثة مواسم بالكأس وثلاثة مواسم بالدوري.
خاض سنان بولاط مسيرته مع نادي جينك في موسم 2006–07 واستمر معه طيلة ثلاثة مواسم، مشاركًا في 5 مباريات ولم يسجل أي هدف. ثم انتقل إلى نادي ستاندارد لييج في موسم 2008–09 ليلعب معه خمسة مواسم، حيث شارك في 94 مباراة ولم يسجل أي هدف أيضًا. لينتقل بعدها إلى نادي كايسري سبور في موسم 2013–14 لمدة موسم واحد، مشاركًا في 14 مباراة ولم يسجل أي هدف أيضًا. ثم انتقل إلى نادي غلطة سراي في موسم 2014–15 لمدة موسم واحد، مشاركًا في مباراتين ولم يسجل أي هدف أيضًا. هذا وانتقل لاحقًا إلى نادي كلوب بروج في موسم 2015–16 لمدة موسم واحد، مشاركًا في 3 مباريات ولم يسجل أي هدف أيضًا. ثم انتقل بعدها إلى نادي أروكا في موسم 2016–17 لمدة موسم واحد، مشاركًا في 13 مباراة ولم يسجل أي هدف أيضًا. ليعود وينتقل من جديد، لكن هذه المرة إلى نادي رويال أنتويرب في موسم 2017–18 واستمر معه طيلة ثلاثة مواسم، مشاركًا في 104 مباراة ولم يسجل أي هدف أيضًا.

## روابط خارجية
- سنان بولاط على موقع الاتحاد الدولي (مؤرشف)  (الإنجليزية)
- سنان بولاط على موقع الاتحاد الأوربي (الإنجليزية)
- سنان بولاط على موقع اتحاد تركيا (لاعب) (الإنجليزية)
- سنان بولاط على موقع قاعدة بيانات كرة القدم.إي يو (الإنجليزية)
- سنان بولاط على موقع ناشيونال فوتبول تيمز (الإنجليزية)
- سنان بولاط على موقع Soccerway.com (الإنجليزية)
- سنان بولاط على موقع عالم كرة القدم.نت (الإنجليزية)
- سنان بولاط على موقع AS.com (الإسبانية)